# استرومای
پائول وِن هِیوِر معروف به استرومای موسیقیدان، خواننده و رپر بلژیکی است. او در دوازدهم مارس سال ۱۹۸۵ در ایتربیئک بلژیک به‌دنیا آمده است. پدر استرومای اهل روآندا است. بیش‌تر کارهای او در زمینه‌ی هیپ‌هاپ و موسیقی الکترونیک است. او با آهنگ پس بیا برقصیم در می ۲۰۱۰ توانست به عنوان پرفروشترین آهنگ ماه در اکثر کشورهای اروپایی دست یابد و به شهرت برسد. وی همچنین آهنگ"papaoutai بابا کجایی"را در سال ۲۰۱۴ روانه بازار کرد که مورد توجه قرار گرفت.